# هلدن
هلدن (به هلندی: Helden) یک منطقهٔ مسکونی در هلند است که در پیل ان‌ماس واقع شده‌است.